# Switch (filme de 2011)
Switch (Brasil: Identidade Trocada ) é um filme de suspense produzido na França e lançado em 2011 sob a direção de Frédéric Schœndœrffer. Éric Cantona e Karine Vanasse protagonizaram o filme.